# Yuriko Backes
Yuriko Backes, née le 22 décembre 1970 à Kobe (Japon), est une diplomate et femme politique luxembourgeoise. Membre du Parti démocratique, elle est ministre des Finances de 2022 à 2023, puis de la Défense depuis novembre 2023.  Avant d'être nommée ministre, elle a occupé plusieurs postes diplomatiques clés et a été conseillère diplomatique des premiers ministres Jean-Claude Juncker et Xavier Bettel.

## Formation
Yuriko Nadia Backes est née le 22 décembre 1970 à Kobe, au Japon. Ses parents étaient des expatriés luxembourgeois qui vivaient au Japon. Après avoir brièvement vécu en Allemagne, la famille est retournée au Japon et a résidé dans la région de Tokyo pendant onze ans. Mme Backes a fréquenté la Canadian Academy International School de Kobe, où elle a obtenu un diplôme de baccalauréat international en 1989. Elle poursuit ses études à Londres et obtient une licence en relations internationales à la London School of Economics en 1992 et une maîtrise en études japonaises à la School of Oriental and African Studies en 1993. L'année suivante, elle a obtenu une maîtrise en études politiques et administratives européennes au Collège d'Europe à Bruges,.

## Carrière diplomatique
Yuriko Backes a commencé sa carrière diplomatique au sein du ministère luxembourgeois des Affaires étrangères en 1994, lorsqu'elle a passé ses examens diplomatiques et a été nommée membre de la représentation permanente du Luxembourg auprès des Nations unies, pour une durée de trois ans. En 2001, elle est nommée directrice adjointe de la direction des affaires européennes et des relations économiques internationales au ministère des affaires étrangères. De 2001 à 2006, elle est membre de la représentation permanente du Luxembourg auprès de l'Union européenne et de 2006 à 2008, elle est chef de mission adjoint de l'ambassade du Luxembourg au Japon,.
De 2008 à 2010, Yuriko Backes est chef adjoint de la direction des relations économiques internationales au ministère des Affaires étrangères. De 2010 à juin 2016, elle est conseillère diplomatique des Premiers ministres Jean-Claude Juncker et Xavier Bettel. De 2016 à 2020, elle est la représentante de la Commission européenne au Luxembourg, devenant ainsi la première femme à occuper cette fonction,.
Le 1er juin 2020, elle est nommée première femme maréchale de la Cour, le poste administratif le plus élevé de la maison du grand-duc Henri,. À ce titre, elle supervise et organise les activités quotidiennes du souverain.

## Carrière politique

### Ministre des Finances (2022-2023)
Le 3 décembre 2021, le gouvernement de coalition au pouvoir annonce que Backes deviendra la nouvelle ministre des Finances, succédant à Pierre Gramegna et devenant la première femme à occuper ce poste,. Auparavant non affiliée à un parti politique, elle déclare son intention d'adhérer au Parti démocratique et de se présenter comme l'un de ses candidats à la Chambre des députés lors des élections de 2023,. Backes est également affiliée au Parti de l'Alliance des libéraux et des démocrates pour l'Europe. Elle prête serment devant le grand-duc Henri le 5 janvier 2022.
Bien qu'elle ait initialement prévu d'exercer son mandat ad interim avec un cadre économique « simple », l'invasion russe de l'Ukraine, qui débute le mois suivant son entrée en fonction, exaspère la crise inflationniste qui sévit au Luxembourg, et, partisane de la solidarité européenne contre la Russie, elle soutient ouvertement l'Ukraine. Lors du sommet FMI/Banque mondiale d'avril 2022 à Washington, elle a "souligné l'engagement du Luxembourg en faveur du multilatéralisme et de la solidarité internationale" et "réaffirmé la promesse du Luxembourg d'allouer 1 % de son RNB à l'aide au développement". Elle a également réitéré le soutien du Luxembourg à l'Ukraine lors d'une rencontre avec le ministre ukrainien des Finances, Serhiy Marchenko.
Yuriko Backes est également favorable au renforcement des relations entre le Luxembourg et l'Asie. En avril 2022, elle rencontre plusieurs PDG japonais au sujet de la coopération économique entre les deux nations. En mai 2023, elle se rend en Chine, où elle tient des réunions avec le ministre des Finances Liu Kun, le président de la China Securities Regulatory Commission Yi Huiman, et plusieurs responsables de banques chinoises. Parmi les sujets abordés figurent la coopération sur les marchés des capitaux, la finance verte et la volonté du Luxembourg de renforcer les liens diplomatiques et économiques avec la Chine,.
En 2023, Mme Backes déclare que le Luxembourg traverse une crise économique principalement due à l'inflation. Bien qu'elle s'oppose à une baisse du taux d'imposition, elle soutient une proposition visant à distribuer des crédits d'impôt ciblés d'un montant total de 500 millions d'euros en réponse à la crise,. Elle supervise également une réduction de 1 % de la taxe sur la valeur ajoutée dans le cadre d'une mesure de réduction de l'inflation, ainsi que la mise en œuvre de la fiscalité internationale sur les multinationales basées au Luxembourg, qui concerne environ 7 500 entreprises,. En décembre 2022, son projet de budget, qui " évite l'austérité " tout en maintenant l'investissement et les dépenses de solidarité à un niveau élevé, est adopté par la législature et permet au Luxembourg de conserver sa note de crédit AAA de Fitch Ratings,.
Fin 2022, Mme Backes souligne l'importance de la lutte contre le blanchiment d'argent au Luxembourg, déclarant que l'échec d'un audit du Groupe d'action financière compromettrait " de façon permanente la réputation du Luxembourg en tant que centre financier " Elle est également partisane de la transformation numérique et de la loi sur les services numériques.

### Ministre de la Défense (depuis 2023)
Après les élections législatives du 8 octobre 2023, elle est nommée le 17 novembre suivant, ministre de la Défense, de la Mobilité et des Travaux publics, ainsi que de l'Égalité des genres et de la Diversité dans le gouvernement de Luc Frieden.

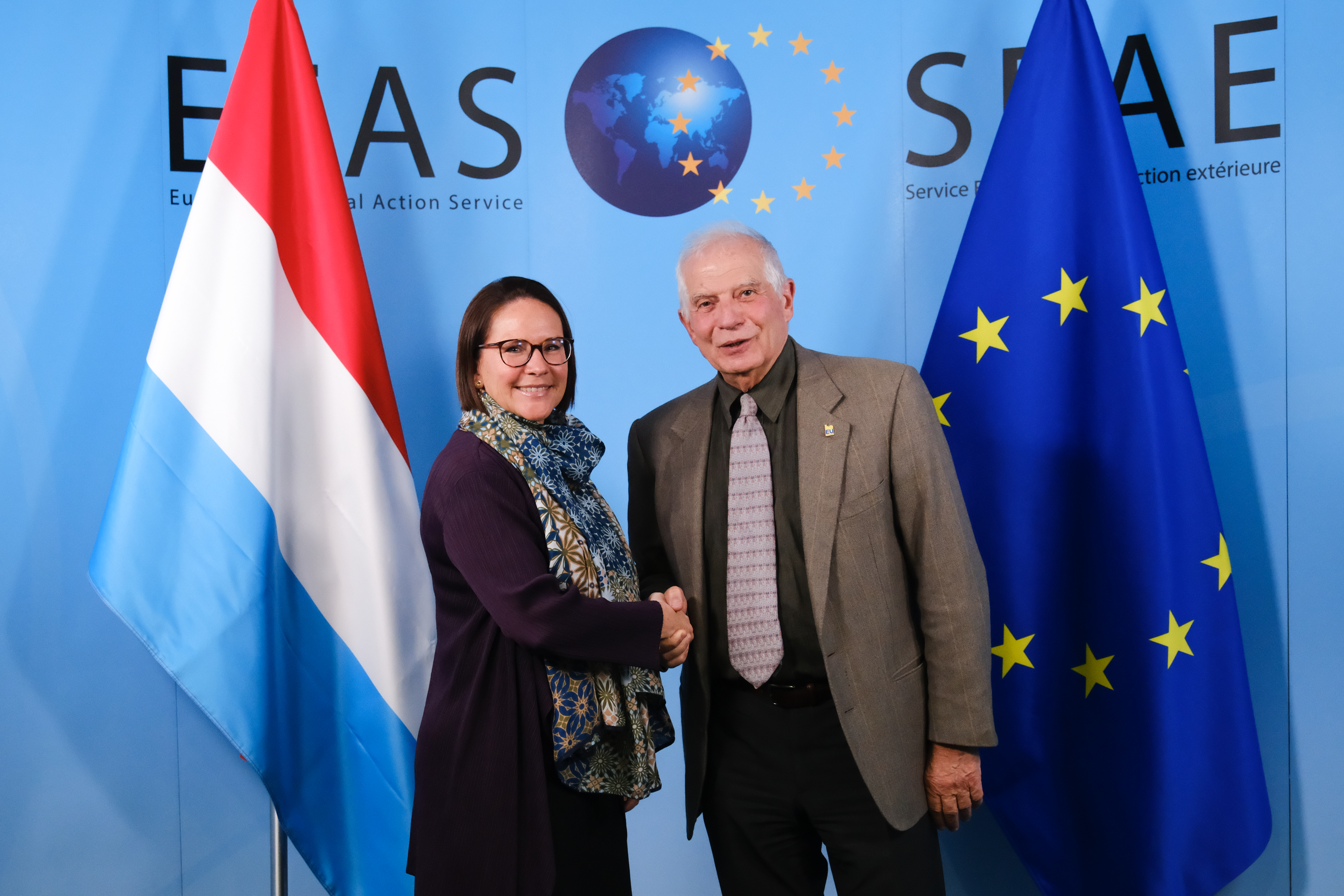
Yuriko Backes avec Josep Borrell en 2024.